# 椿寿夫
椿 寿夫（つばき としお、1928年8月14日 − 2023年8月9日）は、日本の法学者。専門は民法。学位は、法学博士（京都大学・論文博士・1977年）。大阪府立大学・関西学院大学・大阪市立大学教授・筑波大学教授・明治大学教授を経て、大宮法科大学院大学教授。香川県丸亀市出身。

## 略歴
1952年京都大学法学部卒業。1972年から1979年まで法制審議会民法部会委員。1977年法学博士（京都大学、学位論文「代物弁済予約の研究」）。大阪府立大学・関西学院大学・大阪市立大学教授・筑波大学教授・明治大学教授を経て、大宮法科大学院大学教授。妻は同じく民法学者の椿久美子。
日本民法の研究の他にドイツ法に関する研究も行い、学界や実務に大きな影響を与えている。また、数々の研究会を主催し、学界への貢献も大きい。特に、実務家のメンバーを加えた研究会を積極的に主催し、判例と実務の橋渡しも行っている。
椿語録の一つに「怒りは時効で消滅しない」がある。

## 経歴
- 1952年 京都大学法学部卒業
- 1957年 京都大学大学院法学研究科修了
- 1982年 明治大学法学部教授